# Museo storico dei bersaglieri
Il Museo storico dei bersaglieri si trova a Roma all'interno di Porta Pia, nato per custodire cimeli, documentazioni e ricordi relativi alle campagne del Corpo dei bersaglieri tra i quali la bicicletta di Enrico Toti, bersagliere ciclista caduto nella prima guerra mondiale decorato di medaglia d'oro al valor militare. Dispone di una biblioteca e di un archivio storico. Dal punto di vista amministrativo è un ente militare alle dipendenze del Comando militare della Capitale.

## Storia
L'opera di raccolta dei cimeli venne iniziata dall'ispettore dei bersaglieri Edoardo Testafochi e venne portata avanti dal suo successore, generale Bruti, fino a quando non venne soppresso l'Ispettorato, nel 1895. L'attività dei due alti ufficiali venne continuata dal 1902 al 1907 dal colonnello Batturini, comandante del 3º Reggimento bersaglieri, che creò un apposito ente addetto alla custodia dei cimeli, evoluto poi nel museo allora situato nella caserma "La Marmora" in Trastevere, inaugurato il 18 giugno 1904 dal re Vittorio Emanuele III.
Impreziosito con i ricordi della Società di Mutuo Soccorso tra Bersaglieri (ora Associazione nazionale bersaglieri), il museo guadagnò personalità giuridica il 27 dicembre 1921 e venne trasferito a Porta Pia nel 1931, quando il comune mise i locali a disposizione. L'inaugurazione avvenne il 18 settembre del 1932, in concomitanza con quella del monumento al bersagliere nella piazza antistante.

## Descrizione
Entrando dal lato nord si accede al pianterreno con la saletta La Marmora, il Salone d'onore ed il sacrario: nella prima sono esposti due modelli di carabine ideate dal fondatore dei bersaglieri, Alessandro La Marmora, la cui proposta di istituire il Corpo dei bersaglieri, sottoposta a re Carlo Alberto di Savoia, è custodita nel Salone d'onore, mentre la spada che impugnò nella battaglia del ponte di Goito è posta al centro del sacrario, affiancata dalle medaglie al valore collettivo assegnate alle unità di bersaglieri esposte grazie a un regio decreto datato 16 maggio 1909. Nel lato sud del piano terra e al primo piano si possono vedere armi, uniformi, ritratti e ricordi risalenti a tutti i fatti storici a cui presero parte i Bersaglieri.